# Rhytidectomie
Un lifting, appelé rhytidectomie ou ridectomie en langage médical, ou lissage et remodelage au Canada, désigne une opération de chirurgie esthétique destinée à corriger l'affaissement de la peau, généralement dû à la vieillesse. La technique consiste à décoller la peau puis à la retendre. Le visage est le plus souvent l'objet du lissage. Cette technique de chirurgie peut être pratiquée par des chirurgiens spécialisés en chirurgie maxillo-faciale, en chirurgie plastique, en ORL.

## Sources de l'affaissement de la peau
Les causes de l'affaissement de la peau tiennent à la fois à la gravité mais aussi à des facteurs intrinsèques (résistance des fibres élastiques du visage) et extrinsèques (exposition aux facteurs de pollution, tabac, soleil). L'analyse récente des mécanismes du vieillissement du visage démontre que toutes les structures sont concernées : fonte osseuse, fonte graisseuse, déplacement des structures fibreuses et musculaires, stockage inégal de tissus gras dans le cou et les bajoues.

## Histoire
La première tentative de rhytidectomie du visage date de 1916, et fut réalisée par le chirurgien allemand Erich Lexer. Cette technique a depuis énormément évolué, pour aujourd'hui proposer une tendance naturelle, où la peau du bas du visage est tirée de manière chirurgicale, et le haut du visage est rajeuni à l'aide de plusieurs méthodes combinées telles que l'injection d'acide hyaluronique ou de toxine botulique. 

## Technique
La correction chirurgicale est complexe, sophistiquée, et doit aboutir à un résultat aussi naturel que possible ; l'exploitation du SMAS (système musculo aponévrotique de la face) et la correction des involutions tissulaires des lèvres et sillons nasogéniens permettent un résultat à la fois spectaculaire et satisfaisant dans la majorité des cas.
Le lissage, dont il existe de nombreuses variantes techniques, est une opération complexe, souvent de plus combiné à une opération des paupières et à des traitements de resurfaçage cutané, comme un « lifting chimique » (exopeel), qui consiste à bruler tout le visage uniformément avec des produits chimiques : il n'y a pas de rides sur la cicatrice. De nombreux progrès ont été accomplis afin d'augmenter le confort périopératoire et la sécurité de ceux qui y ont recours.

## Risques
L'hématome est la complication la plus fréquente après une rhytidectomie,. Les hématomes les plus dangereux peuvent provoquer des saignements artériels, car ils peuvent entraîner un essoufflement. Presque tous les hématomes surviennent dans les 24 heures suivant la rhytidectomie.
Des lésions nerveuses peuvent de même survenir au cours d'une rhytidectomie. Ce type de lésion peut être temporaire ou permanent, les nerfs sensoriels et moteurs du visage peuvent être endommagés. Étant sensitif, le nerf grand auriculaire est le plus souvent lésé lors d'une chirurgie de lifting. Le nerf moteur le plus endommagé est le nerf facial. Il existe également un risque d'infection après l'opération si des précautions ne sont pas prises. L'infection est une complication rare chez les patients ayant subi une rhytidectomie. C'est le staphylocoque doré qui est l'agent pathogène le plus courant des infections après un lifting. La nécrose cutanée peut aussi survenir après un lifting. Le tabagisme multiplie par 12 le risque de nécrose cutanée. La cicatrisation est considérée comme une complication de l'opération de lifting. Il y a le risque d’apparition des cicatrices hypertrophiques. Le lifting facial nécessite des incisions cutanées, mais se trouvant devant et derrière l'oreille elles sont généralement peu visibles.